# 그녀를 믿지 마세요
"그녀를 믿지 마세요"는 2004년에 개봉한 대한민국의 영화이다.

## 줄거리
사기죄로 별을 단 영주는 가석방된 뒤 언니를 만나러 가는 길에 용강 마을 약사 희철을 만나는데...

## 캐스팅
- 김하늘 : 주영주 역
- 강동원 : 최희철 역
- 송재호 : 희철의 아버지 역
- 김지영 : 희철의 할머니 역
- 남수정 : 첫째 고모 역
- 임하룡 : 희철의 둘째 고모부 역
- 김은영 : 희철의 둘째 고모 역
- 류태호 : 희철의 셋째 고모부 역
- 구혜령 : 희철의 셋째 셋째 고모 역
- 명지연 : 화숙 역
- 김아롱 : 명자 역
- 이영은 : 최수미(희철의 여동생) 역
- 남상미 : 재은(희철의 여자 친구) 역
- 김시우 : 명자 역
- 이천희 : 영득 역
- 박용진 : 만석 역
- 노정아 : 점자 역
- 진경 : 주영옥 역
- 금준희 : 만석엄마 역
- 차영옥 : 점자엄마 역
- 김용선 : 영득엄마 역
- 김재록 : 소매치기 역
- 김훈 : 용이면후보 역
- 우키 : 양아치 1 역
- 윤원석 : 양아치 2 역
- 홍인 : 양아치 3 역
- 김세영 : 영옥남편 역
- 성진희 : 둘째고모아들 역
- 이안나 : 재소자 역
- 이유신 : 미용사 역
- 이동욱 : 사회자 역
- 박건태 : 약국꼬마 역
- 김진 : 약국꼬마엄마 역
- 원장희 : 열차안꼬마 역
- 권태원 : 심사위원 1 역
- 김용태 : 심사위원 2 역
- 이재구 : 심사위원 3 역
- 진명선 : 심사위원 4 역
- 김건호 : 용이면이장 역
- 신철진 : 용강역장 역
- 정지순 : 용강매표원 역
- 최진홍 : 영동역무원 역
- 오순태 : 온천 안내원 역
- 전현숙 : 여자교도관 역
- 박용팔 : 약국할아버지 역
- 신수강 : 동네할머니 1 역
- 이정옥 : 동네할머니 2 역
- 김경란 : 동네할머니 3 역
- 최연수 : 동네할머니 4 역
- 최민금 : 동네아줌마 역
- 손영순 : 레스토랑앞할머니 역
- 박재웅 : 희철친구 1 역
- 이재호 : 희철친구 2 역
- 김창수 : 희철친구 3 역
- 김재흠 : 아저씨 역
- 최유선 : 영옥친구 1 역
- 안혜영 : 영옥친구 2 역
- 이현주 : 영옥친구 3 역
- 박진영 : 열차승객 역
- 지승학 : 용이면집배원 역

## 수상
- 제 40회 백상예술대상 영화 부문 여자 최우수연기상 (김하늘)

## 기타
- 영화는 주로 충청북도 음성군에서 촬영했다. 시나리오에선 경상도가 배경이었지만, 사투리로 웃기기 싫어서 충북을 배경으로 선택했다고 한다.[1]
- 영화에는 음성 청결 고추 축제 장면이 나온다.